# Otvovická skála
Otvovická skála je přírodní památka v okrese Kladno, nacházející se při severovýchodním okraji obce Otvovice, asi tři čtvrtě kilometru od jejího centra.

## Předmět ochrany
Jedná se o jižní stranu skalnatého břidlicového ostrohu, místně zvaného též Kozí kopec či Koziňák, vybíhajícího se zhruba čtyřicetimetrovým převýšením z pravé strany údolí Zákolanského potoka. Předmětem ochrany jsou bohatá skalní a travinná společenstva vzácných teplomilných rostlin. Vlastní chráněné území není turisticky zpřístupněno, červeně značená stezka z Kralup přes Budeč a Okoř do Prahy prochází pouze podél jeho úpatí. Nachází se v nadmořské výšce 200–236 metrů.